# Camuffo-Hinterachse
Die Camuffo-Hinterachse ist eine Einzelradaufhängung der Hinterräder für Kraftfahrzeuge.
Sie besteht pro Rad aus drei Stablenkern und einem radführenden MacPherson-Federbein. Zwei Lenker liegen quer und einer ist längs eingebaut. Im Unterschied zur Chapman-Achse von Lotus und der bei frontgetriebenen Fiats (128, 127 und folgende) verwendeten Achse mit Dämpferbeinen und Querblattfeder sind bei der Camuffo-Achse alle Lenker voneinander unabhängig. Darin ist sie der Hinterradaufhängung des Fiat 130 von 1969 ähnlich, die auch von Sergio Camuffo entwickelt wurde.

## Geschichte
Die Camuffo-Hinterachse wurde von Sergio Camuffo im Rahmen der Entwicklung des Lancia Beta konstruiert, der 1972 mit diesem Radaufhängungssystem auf den Markt kam.
In ihrer ersten Ausführung übernahm der Stabilisator gleichzeitig die Aufgabe der Druck- und Zugstrebe zur Führung in Längsrichtung. Bis 1975 war beim Lancia Beta diese Stabilisator-Zugstrebe über ein Kugelgelenk am hinteren Achsschenkel befestigt. Ab 1975 wurde an dieser Stelle eine Silent-Buchse verwendet.
Ab 1976 fand sich die erste Ausführung der Camuffo-Hinterachse außer im Lancia Beta auch im Lancia Gamma.
Bei der zweiten Ausführung der Achse ab 1979 entkoppelte Lancia die Zugstreben und den Stabilisator und verwendete hierfür getrennte Bauteile. Diese Version wurde zuerst im Lancia Delta, danach im Lancia Prisma, Lancia Thema und Lancia Kappa verwendet. Auch für andere Fahrzeuge aus dem FIAT-Konzern wurde diese Achse benutzt, etwa den Fiat Croma, Alfa Romeo 164, Alfa Romeo 156, Alfa Romeo 147 und Alfa Romeo GT. Die Führung des Stabilisators wurde jedoch für die Modelle Lancia Kappa und Alfa Romeo 156, Alfa Romeo 147 und Alfa Romeo GT grundlegend geändert. Hier wurde der Stabilisator auf den Hinterachsträger verlegt und über Pendelstützen mit dem MacPherson-Federbein verbunden.
Diese Konstruktion wurde weiter verfeinert und kommt in FIAT 500x, Jeep Renegades und Compass sowie Alfa Tonale und Dodge Hornet zum Einsatz.
Das Konzept der Camuffo-Hinterachse wurde auch von vielen Herstellern außerhalb des FIAT-Konzerns frühzeitig kopiert, unter anderem im Mazda 626 und Toyota Celica.
Der Lancia Delta (HF4WD und Integrale) wurde mit einer Camuffo-Hinterachse von 1987 bis 1992 sechsmal in Folge Rallye-Weltmeister.
Die Camuffo-Hinterachse ist eine der ersten serienmäßigen Mehrlenker-Hinterachsen. Bei der Raumlenkerachse von Mercedes ab 1981 waren statt eines MacPherson-Federbeins zwei obere Lenker eingebaut.